# Holub nikobarský
Holub nikobarský (Caloenas nicobarica) je velký holub obývající lesy různého druhu na malých ostrovech a v pobřežních regionech v rozmezí od Nikobarských ostrovů východně přes Malajské souostroví až po Šalomounovy ostrovy a Palau. Je také jediným žijícím zástupcem rodu Caloenas a na základě rozborů DNA lze říci, že je blízce příbuzný vymřelého dronta mauricijského.

## Popis
Dorůstá průměrně 33 cm. Má modro-šedé břicho, hruď a hlavu s dlouhými přiléhavými pery, jasně bílý krátký ocas, tmavě zelené a hnědé peří na hřbetě a křídlech a černé oči. Na zobáku má patrný hrbol, který je u samců mírně větší než samic. Obě pohlaví se liší také množstvím hnědého opeření na vrchní straně těla, které je u samic o něco větší a velikostí - samice jsou totiž mírně menší než samci. Mladí ptáci se pak od dospělců liší černým zbarvením ocasu.

## Chování a strava
Zdržuje se v hejnech a požírá zejména semena, plody a pupeny. Na stromech staví jednoduché hnízdo z větví, do kterého následně klade jedno světle modré vejce.

## Chov v zoo
Holub nikobarský je chován v přibližně 80 evropských zoo, z toho nejvíce v Německu (zhruba 20 zoo). V rámci Česka se jedná o šest zařízení:
- Zoo Hodonín
- Zoo Liberec
- Zoo Olomouc
- Zoo Plzeň
- Zoo Praha
- Zoo Brno

V minulosti tento druh chovaly také Zoo Chleby či Zoo Dvůr Králové. Na Slovensku tento holub chován nebyl a není.

### Chov v Zoo Praha
Holub nikobarský se v pražské zoo prvně objevil roku 1969. Současný chov je datován od roku 1991. První úspěšný odchov se podařil v roce 2000 a od té doby se daří úspěšné odchovy opakovat. Ke konci roku 2017 bylo chováno sedm jedinců (čtyři samci a tři samice).
Tento druh je k vidění v dolní části zoo, konkrétně ve voliérách mezi pavilonem tučňáků a výběhem tapírů jihoamerických naproti vstupu do expozičního celku Vodní svět a opičí ostrovy.